# Corydaloididae
перенаправление Corydaloides scudderi